# Jeane Saliceti
Pour les articles homonymes, voir Jeane Saliceti.
Jeane Albertine Louise Saliceti, née à Tarbes le 4 septembre 1882 et morte dans la même ville le 5 octobre 1959, est une artiste peintre française.
Sensible à tous les sujets, elle a brossé paysages et portraits, la nature morte restant son sujet de prédilection. Elle a laissé une œuvre originale d'une grande sensibilité où les objets les plus humbles « transfigurés sans être défigurés », magnifiés par sa propre vision, livrent au spectateur « les saveurs essentielles sous l'écorce des apparences »[réf. nécessaire]. Elle est rattachée au mouvement du post-impressionnisme français du Sud-Ouest de la France, influencée par des peintres tels que Pierre Bonnard et Vincent van Gogh.

## Biographie
Jeane Saliceti, née le 4 septembre 1882 à Tarbes, est issue d'une famille d'origine corse. Son père, Paul Félix Dominique Saliceti, officier sous Napoléon III, est né à Bastia en 1873 et a été nommé en 1912 à la sixième compagnie du 33e régiment d'infanterie à Arras. Sa mère, Marguerite Jouanolou, est issue de la bourgeoisie rurale de Tarbes. Elle est la fille du docteur Jouanolou, médecin à Juillan, entre Tarbes et Lourdes. Cette ascendance bourgeoise a permis à Marguerite de disposer d'un solide capital financier, hérité de successions et de dotations familiales. Le couple Saliceti a eu plusieurs enfants : Jeanne Louise Albertine (née en 1882), Joséphine Marie Léontine (née en 1885), Marie Madeleine (née en 1887), Adélaïde Toussainte, surnommée Santuccia (née en 1894), et le plus jeune, Jean Séverin. Depuis plusieurs générations, les enfants de la famille Saliceti naissent dans la maison familiale située au 17 Rue Massey à Tarbes , lieu qui abrite aujourd'hui l'institution Jeanne d'Arc, comprenant une école, un collège et un lycée privé.

### Tradition familiale et début de carrière
Dans la famille Saliceti, le prénom « Jeanne » est une tradition transmise par les aïeules maternelles. L'artiste peintre Jeane Saliceti, avec une légère variation orthographique de son prénom, se distingue par une approche artistique unique, ce qui lui confère une identité similaire à celle d'un écrivain ou d'un acteur utilisant un nom de scène selon l'écrivain André Cieutat.
Jeane Saliceti manifeste très tôt un goût prononcé pour le dessin. Vers 1900, elle et sa sœur Joséphine suivent les cours de l’école des beaux-arts de Tarbes, avant de s'installer à Paris pour perfectionner leur art. Joséphine obtient un diplôme d’enseignement, qu'elle utilise à son retour à Tarbes pour enseigner. Jeane, quant à elle, montre une certaine résistance à l'enseignement académique. Son premier maître, M. Leroux, déconcerté par son approche non conventionnelle du dessin, la critique sévèrement, affirmant qu'elle ne maîtrisera jamais cet art. Toutefois, Jeane trouve un mentor plus compréhensif en la personne de Jules Adler, qui la guide et l'encourage dans son exploration artistique. Elle trouva meilleur écho auprès de maîtres comme Jules Adler qui s'intéressa à ses ébauches, l'encouragea vivement et lui prodigua des conseils utiles dans la voie où son penchant naturel l'orientait. S’affranchissant de l’art officiel, elle connut les bouillonnements du post-impressionnisme qui agitaient le monde artistique de l’époque. Jeane Saliceti, magnifia son admiration pour Pierre Bonnard qu'elle connut et fut fascinée par les grands soleils de Vincent van Gogh.

### Carrière et retour à Tarbes
Rentrée chez elle à Tarbes, elle n’en sortit plus. Mais elle avait rapporté avec elle une vision personnelle de la peinture et, à partir de là, rien n’arrêtera son ardeur à exprimer et à donner à ressentir la sublimité qui se dégage des humbles spectacles quotidiens. Elle s’installa chez elle à l'angle des rues Massey et Jean-Larcher, fit de sa maison son univers et aménagea un atelier dont elle para les murs de fresques inspirées. Et là, sans se priver d’aller de temps en temps s’immerger dans la campagne environnante et d’en rapporter des bouquets, elle se mit à peindre, à peindre pour peindre parce que tel était son appel, sans chercher le profit matériel ou la gloire. Pendant de nombreuses années, ses relations avec le monde officiel se bornèrent à l'envoi d'une ou deux toiles, au Salon des indépendants où, à défaut de publicité (sauf dans les journaux locaux), ces œuvres resteront inaperçues.
Sans fortune, elle manqua parfois de toile et avec les privations de la Seconde Guerre mondiale en particulier, elle peignit sur des affiches ou des papiers journaux. C’est à cette époque, alors qu’elle allait avoir 60 ans que le destin frappa à sa porte. Pierre Forgeot, président fondateur de la Société Hispano Suiza, avait dès 1940 entrepris d’installer à Tarbes, loin des zones de combat, une importante usine de moteurs d’avions. Au moment de la débâcle, c’est l’essentiel de l’entreprise qui pour ne pas tomber aux mains des Allemands prendra le chemin de Tarbes. Replié dans cette ville avec son entreprise, Pierre Forgeot, amateur d’art éclairé, découvrant un tableau de Jeane Salicetti sera saisi par l’habileté et la sensibilité de l’artiste. Il lui achètera le premier tableau qu’elle ait jamais vendu. Pierre Forgeot était un ami de René Huyghe. Craignant de s’être trompé sur la qualité de l’œuvre, il alla dès son retour à Paris, montrer à René Huyghe son tableau : « Croyez-vous, lui demanda-t-il, que cette inconnue ait véritablement, des dons ? » René Huyghe répondit : « Non, elle n’en a pas : elle a le don. »[réf. nécessaire]
Avec la réussite, Jeane Saliceti, connue, estimée, trouvera l'aisance, du moins pour un temps. Des expositions lui seront consacrées à Paris, les revues spécialisées parleront de l'artiste et des galeries d'art, comme les galeries Bignou ou Cardo-Matignon à Paris, feront commerce de ses œuvres.

### Fin de vie
Vers la fin de sa vie, et l’art prenant de nouveaux horizons de modes et de styles, elle redevint pauvre. Passée de mode, Jeane Saliceti continue à peindre par plaisir. Elle ira à la recherche de toute sorte de supports pour pallier le manque de toiles, mendiera des cartons usagés et couvrira de couleurs délayées définissant sa peinture (qui était plus une mixture de couleurs et de médiums que de la réelle peinture à l'huile) par souci d'économie des papiers où subsistent les traces d'une première utilisation : calendriers, illustrés, portées musicales, etc. De ces vestiges, il en est, simples croquis exhumés de greniers poussiéreux, qui, autant sinon plus que les tableaux signés, témoignent du grand talent de Jeane Saliceti.
À sa mort, attestée par son testament : elle est décédée à Tarbes le 5 octobre 1959. Les légataires eurent peu de legs : une petite ferme dans une ville près de Lourdes (où elle allait souvent peindre selon certains qui la côtoyaient), ses tableaux, mais aussi son appartement et le caveau de famille au cimetière Saint-Jean (cimetière nord) à Tarbes. Le caveau, et donc la sépulture de Jeane furent détruits par abandon de concession. Malgré le peu de connaissance autour de sa peinture, la mémoire de sa personnalité persiste à Tarbes avec un hommage donné par la Société des amis des arts à Tarbes, mais aussi connue encore à ce jour parmi les habitants de Tarbes.

## Style artistique
Le style de Jeane se développe réellement à Tarbes où elle ne déménage pas depuis son retour. Effectivement, elle bougea de temps à autre pour peindre les montagnes espagnoles (comme avec la nécessité d’une carte d’identité française pendant l’entre-deux-guerres et durant la Seconde Guerre mondiale pour traverser la frontière espagnole et aller de villes en villes).
Elle s'affranchit de l’académisme qui s’épuisait peu à peu pour s’aligner avec les fervents du post-impressionnisme, où des grands peintres comme Vincent van Gogh (qui l’inspira vivement avec ses Tournesols) mais aussi Pierre Bonnard, qu’elle côtoya à Paris et en qui elle admira une grande admiration.
Sa peinture se déroule autour de plusieurs thèmes, autour de la nature morte de bouquets presque fanés que certains fleuristes lui donnaient ou des compositions qu’elle posait sur la table de ce qu’elle possédait, des portraits d’enfants voisins, voir des autoportraits.

## Réception critique
« Raffinée, élégante, cultivée, servie par une habileté jamais démentie et une sensibilité toujours en éveil. La peinture de Jeane Saliceti tient compte de toutes les conquêtes de l'art contemporain. Toutes les techniques, elle les a assimilées et elle nous offre une synthèse qui, si elle est loin d'être originale, ne manque pas de charme, ses intérieurs évoquent Bonnard, ses paysages un Van Gogh adouci, ses fleurs et ses natures mortes un mélange de ces deux Maîtres. La peinture de Saliceti, faite pour plaire, plaira à coup sûr. Quels sont les artistes qui peuvent se vanter d'atteindre aussi certainement leur but ? »
« La réputation, qui lui est faite, d'un excellent peintre de floralies n'est pas usurpée, mais on ne retient que l'une des facettes de son art. Sa palette s’élargit avec un égal bonheur aux paysages et aux portraits – particulièrement des visages d'enfants éclatants de vérité instantanée et significatifs de surprise, de curiosité, de timidité, d'innocence. »
« Transfigurer sans, pour autant défigurer, telle a toujours été la loi. Ses thèmes : la corbeille de fruits, le bouquet dans le vase, le cadre doré qui se met tout à coup à resplendir dans la lumière. Elle aurait pu être tentée de célébrer les impressionnantes beautés de la montagne, mais elle a préféré les paysages paisibles, les ciels comme caressants, les arbres fins se détachant sur des horizons calmes. »[réf. nécessaire]
« Jeane Saliceti (1882-1959) est une artiste peintre Tarbaise à la peinture, poétique, sensible, instinctive, presque obsessionnelle. Elle ne sut suivre les cours académiques parisiens trop réglementés ce qui est une chance pour nous les admirateurs amateurs ou éclairés. Elle nous a légué une œuvre singulière, son œuvre reconnaissable entre tous autres peintres. A la fois pure et légère, aux couleurs parfois vives sans agression, parfois sombres, elle conférera toujours un angle de vue tel qu'elle percevait son monde et son intérieur plus que modeste voire pauvre. Sa palette d'huiles de couleurs sourdes notamment pour les fonds de ses œuvres, donne cet impression d'un manque de matière et d'une usure d'un atmosphère de pénombre.. on dit qu'elle peignait volets mi-clos. Par manque de moyen  et toujours cette envie inextinguible de peindre, tous supports pouvait convenir (calendriers, gravures, carton, papiers d'emballage, vieux tableaux, etc). Du bleu de lessive d'alors est même utilisé (on en retrouve dans beaucoup de fonds), de même que les fleurs étaient issues souvent de la fin d'un marché ou données par les fleuristes d'antan. Aucun tableau n'est identique aux autres. Tout le charme et la mélancolie de cette besogneuse, transpire dans son œuvre. Cet artiste de talent reconnue en son temps n'avait pas échappée aux galeristes parisiens (Bignou et Matignon). Même à l'étranger, les amateurs du beau tableau avaient compris qu'avant toute chose pécuniaire que son art pouvait rivaliser avec les grands peintres contemporains. »

## La redécouverte: sa postérité dans l'histoire de l'art
Depuis 2009, la redécouverte de l'artiste se fait peu à peu dans la région des Hautes-Pyrénées avec le musée Larrey. Du 28 février au 18 avril 2009, le musée Larrey à Beaudéan (65710) a exposé une trentaine d'œuvres de Jeane Saliceti en collaboration avec des sculptures de Carlos Miranda.
La redécouverte s'est réellement affirmé en 2017 avec le musée Massey, avec son exposition du 3 avril au 26 juin 2017 qui fit exploser en popularité la peintre tarbaise dans les Hautes-Pyrénées orientales.
Enfin, la popularité a continuer d'être nourrie par un antiquaire et marchand de l'art: Eric Baudelet, Propriétaire de la galerie Eric Baudelet à Tarbes, il fait des recherches actives auprès des habitants de Tarbes qui connaissent ou auraient pu côtoyer l'artiste bigourdane, a collecté nombre de ses objets (la lessive qu'elle utilisait pour son bleu, la conque, sa palette) mais aussi des archives importantes à son sujet en vue de la création d'un ouvrage pour faire connaitre la vraie valeur de cette femme artiste au "haut potentiel" oubliée par les livres, la popularité, mais non oubliée dans les pensées tarbaises. C'est alors en exposant un grande collection privée mais aussi mise à la vente que Eric Baudelet a réellement mis au jour l'artiste tarbaise a regagné réellement une certaine reconnaissance dans le marché de l'art.

## Expositions
- New York
- Salon des indépendants 1938 et 1936[5]
- Salon de Pau, 1926[6]
- Musée Massey, du 3 avril au 26 Juin 2017
- Galerie Eric Baudelet, Tarbes, Avril 2023
- Galerie Cardo-Matignon, Paris.
- Galerie Bignou, Paris, du 5 au 26 janvier 1973.
- Galerie Guillet, Paris.
- Galerie Fleurs, Versailles, 1976.
- Galerie Zeller, Tarbes.
- Galerie l’Art en Stalles, Pouzac, du 11 octobre au 17 décembre 2006.
- Musée Larrey, Bagnères-de-Bigorre, du 24 février au 18 avril 2009.

### Sources
- Lucienne Michou, « Les origines familiales de J. Saliceti, 1822-1959 », Bulletin de la Société académique des Hautes-Pyrénées,‎ 1986-87, p. 140-146.
- Maximilien Gauthier, « Saliceti », Gazette des Beaux-Arts,‎ 1973.
- Renaud de Rochebrune et Claude Hazera et Claude Hazera, Les patrons sous l'occupation, Mesnil-sur-l'Estrée, Odile Jacob, septembre 1995, 874 p. (ISBN 2-7381-0328-6), p. 341-352.
- Labat-Poussin, Obert Caroline, “Archives de l’Ecole nationale supérieure des Beaux-Arts Inventaire analytique (AJ/52/1-AJ/52/1415)”, Archives nationales, Pierrefite-sur-Seine, France, 1998